# Andrew Flintoff
Andrew "Freddie" Flintoff, MBE (ur. 6 grudnia 1977 w Preston) – angielski praworęczny krykiecista specjalizujący się w grze na pozycjach batsmana i bowlera (tzw. all-rounder), gracz Lancashire County Cricket Club i reprezentacji Anglii.

## Kariera
W wieku trzynastu lat Flintoff został graczem lokalnego klubu Lytham St. Annes, skąd już trzy lata później ściągnął go do siebie Lancashire County Cricket Club. Zadebiutował na najwyższym szczeblu rozgrywek klubowych w 1995 w meczu przeciw Hampshire County Cricket Club, w którym zaliczył zaledwie siedem runów. W młodym wieku był wielokrotnie oskarżany o nieprofesjonalne podejście do własnego zdrowia, nadwagę, a także niewystarczające koncentrowanie się podczas gry.
Flintoff został kapitanem reprezentacji Anglii do lat 19 na czas jej testowego wyjazdu do Pakistanu (1996/1997) i domowego meczu przeciw reprezentacji Zimbabwe.
Już w 1998 zadebiutował na szczeblu testowym w reprezentacji Anglii (jej rywalem była wówczas RPA). Stracił je na krótko w 2001, by szybko odzyskać na mecze z Indiami. Początkowo grał fatalnie, ale w kończącym serię meczu jednodniowym to właśnie on dał Anglikom zwycięstwo w ostatnim overze.
W 2003 po raz pierwszy uzyskał sto punktów. Rok później zaczął udowadniać słuszność porównywania go do Iana Bothama, w ciągu dwóch lat "windując" swoją batting average (średnią odbicia) do 43, a bowling average (średnią rzutu, która powinna być jak najniższa) obniżając z 47 do 28. Latem 2003 zaliczył "setkę" i trzy "pięćdziesiątki" w domowej serii meczów testowych przeciw RPA, a kolejną "setkę" dołożył w jednym z meczów z Indiami Zachodnimi wiosną 2004.
Na początku 2005 Flintoff przeszedł operację lewej kostki. Wywołało to obawy, iż nie zdąży ukończyć rehabilitacji przed rozpoczęciem The Ashes. Stało się jednak inaczej – Andrew był gotów do gry w kwietniu, a Anglia przy jego wydatnym udziale wygrała turniej; sam Flintoff został uznany jego najlepszym zawodnikiem. Ten sukces doprowadził również do odznaczenia go Orderem Imperium Brytyjskiego.
We wrześniu 2010 przerwał zawodową karierę, by wznowić ją w czerwcu 2014, podpisując kontrakt z Lancashire (turniej NatWest T20 Blast). W październiku tego samego roku został zaangażowany także przez Brisbane Heat, występujący w KFC T20 Big Bash League.

### Kariera bokserska
Pod koniec 2012 roku stoczył zawodową walkę bokserską, pokonując w Manchesterze Amerykanina Richarda Dawsona (na punkty).

## Życie prywatne
Flintoff związany jest z Rachael Wools, z którą ma dwoje dzieci o imionach Holly (ur. 2004) i Corey (ur. 2006). Zarówno ojciec jak i brat Flintoffa również byli krykiecistami.